# أسفل لملل (حبيل جبر)

تعديل مصدري - تعديل

أسفل لملل هي إحدى قرى عزلة حبيل جبر بمديرية حبيل جبر التابعة لمحافظة لحج، بلغ تعداد سكانها 131 نسمة حسب تعداد اليمن لعام 2004.